# Société concessionnaire d'autoroutes en France
Pour un article plus général, voir Réseau autoroutier français.

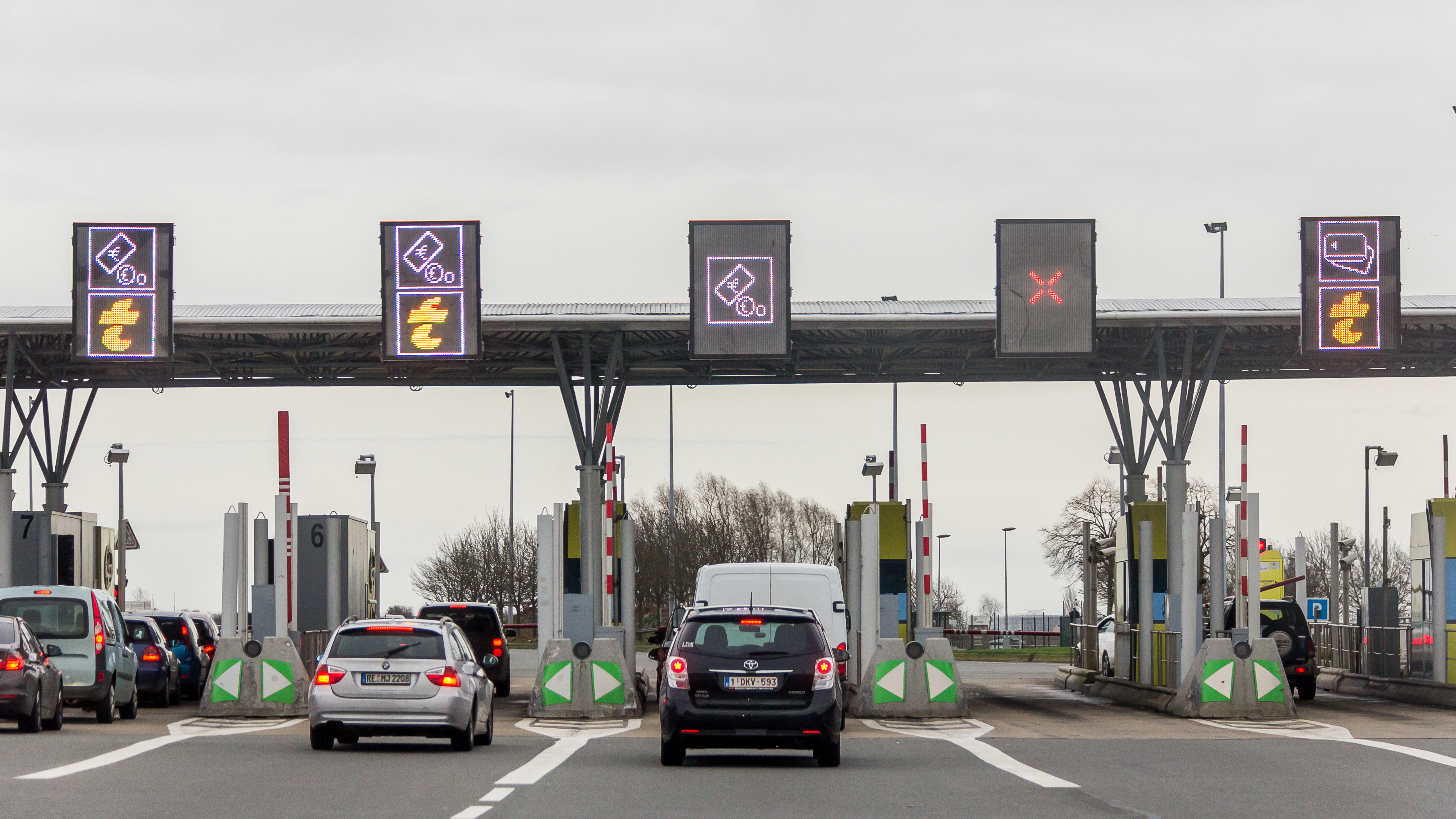
Barrière de péage de Hordain sur l'Autoroute A2.

En France, la plus grande partie du réseau autoroutier (environ 8 770 km) est concédée à une dizaine de sociétés à capitaux privés ou publics. Celles-ci entretiennent et exploitent les autoroutes moyennant la perception d'un péage auprès des usagers.

## Processus de privatisation
L'État français, initialement propriétaire des sociétés concessionnaires d'autoroutes, s'en est progressivement désengagé à partir de 2002, au moment où la majorité des investissements autoroutiers commençaient à être amortis :
- en 2002, l'État met sur le marché 49 %[3] du capital des Autoroutes du Sud de la France (ASF)[4] ;
- en 2004, la Société des autoroutes du Nord et de l'Est de la France (Sanef) et la Société des Autoroutes Paris-Rhin-Rhône (SAPRR) font à leur tour l'objet d'une privatisation partielle ;
- le 13 décembre 2005, l'État annonce la vente de sa participation restante dans les trois sociétés ASF, Sanef et SAPRR, vente conclue en 2006[5],[6]:
  - Le groupe Eiffage, associé au fonds australien Macquarie, a repris le réseau de la SAPRR ;
  - Le groupe Vinci a pris le contrôle d'ASF, dont il détenait déjà une partie du capital ;
  - le réseau de Sanef revient au groupe autoroutier espagnol Abertis.

En 2018, le bénéfice moyen réalisé par les exploitants d'autoroutes est de 350 000 euros par kilomètre.

## Liste des sociétés concessionnaires
| Nom                            | Longueurs | Emplois | Chiffres d'affaires | Dette     |
| ------------------------------ | --------- | ------- | ------------------- | --------- |
| APRR                           | 1 868 km  | 2 557   | 1 662 M€            | 8 680 M€  |
| Autoroutes du sud de la France | 2 703 km  | 4 085   | 2 796 M€            | 11 332 M€ |
| Cofiroute                      | 1 111 km  | 1 525   | 1 306 M€            | 3 208 M€  |
| Sanef                          | 1 388 km  | 1 816   | 1 158 M€            | 2 533 M€  |
| Total :                        | 7 070 km  | 9 983   | 9 400 M€            | 29 120 M€ |

### Eiffage
Eiffage : 2 082 km d'autoroute pour 2,2 milliards d'euros de chiffre d'affaires en 2013.
- Autoroutes Paris-Rhin-Rhône (APRR), société, privée filiale du groupe Eiffage et Macquarie, 1 801 km.
  - Société des autoroutes Rhône-Alpes (AREA), société privée filiale d’APRR à 99,82 %, 381 km.
  - Adelac, société privée détenue par APPR (49,9%), Eiffage (25%) et MAF2 (25,01%), concessionnaire de l'A41 Nord (exploitée par AREA) entre Saint-Julien-en-Genevois et Villy-le-Pelloux. Cette section a été mise en service en 2008 et comprend notamment le Tunnel du Mont-Sion long de 3,1 km.
- Compagnie Eiffage du Viaduc de Millau (CEVM), filiale du groupe Eiffage , concessionnaire de 7 km dont les 2 500 m du viaduc de Millau.
- A'lienor , société privée détenue par Eiffage, concessionnaire de l'A65 entre Langon et Pau qui a été mise en service en décembre 2010 , 150,1 km.

### Vinci
Vinci :  4 386 km d'autoroute pour 4,6 milliards d'euros de chiffre d'affaires en 2013
- Arcour (Autoroute Artenay-Courtenay), société privée filiale de Vinci Concessions (90 %) et Vinci Infrastructures et Vinci SA, concessionnaire de l'A19 entre Artenay (A10) et Courtenay (A6). Mise en service en 2009 sous exploitation de Cofiroute.
- Autoroutes du Sud de la France (ASF), société privée filiale de Vinci. 2 325 km.
  - Autoroutes Esterel-Côte d'Azur (Escota), filiale d’ASF, 460 km.
- Cofiroute (Compagnie Financière et Industrielle des Autoroutes), société privée filiale du groupe VINCI, 896 km.

### Abertis
Abertis : 1 175 km d'autoroute pour 1,6 milliard d'euros de chiffre d'affaires en 2013
- Société des autoroutes du Nord et de l'Est de la France (SANEF), filiale d'Abertis (Espagne) (52,5 %), 1 317 km.
  - Société des autoroutes Paris-Normandie (SAPN), filiale de SANEF (99,97 %), 368 km (A13, A14, A29).
    - SE A14, exploitation de l'A14.
    - Bip&Go, filiale de SANEF

  - Avant décembre 2019, SANEF détenait 35% de la société privée A'lienor; maintenant détenue entièrement par Eiffage; le concessionnaire de l'A65 entre Langon - Pau qui a été mise en service en décembre 2010, 150,1 km.

En 2017, Abertis prend le contrôle total de SANEF, en rachetant la participation de l'assureur CNP pour 238 millions d'euros. En total, Abertis a payé près de 2,1 milliards d'euros pour obtenir le contrôle de 100 % de SANEF.
En 2018, Abertis devient une filiale du groupe italien Mundys SpA de la multinationale Benetton.

### Autres
380 km d'autoroute pour 488 millions d'euros de chiffre d'affaires en 2013
- Albea (SF A150 : 33,33  %, INFRAVIA : 33,33  %, NGE: 16,67  % et FAYAT : 16,67  %), concessionnaire de l'A150 Barentin -Yvetot 17 km.
- Alicorne, concessionnaire de l'A88 Falaise-Sées (CDC Infrastructure : 45,57 %, AXA Private Equity : 15,40 %, Egis : 4,29 %, NGE : 12,91 %, Spie Batignolles : 9,85 %, Demathieu & Bard : 4,96 %, Malet SA : 3,97 %, Valérian : 0,66 %).
- ALIS (Autoroute de Liaison Seine-Sarthe), société privée (Groupe Sanef : 19,67 % (Sanef : 11,67 %, SAPN 8 %), Bouygues 20,2 % (Bouygues Travaux Publics : 14,93 %, DTP Terrassement : 9,95 %, Quille : 8,29 %), FIDEPPP : 26 %, BOS Infrastructure : 13,16 %, Egis SA : 8 %) concessionnaire de l'A28 Rouen-Alençon sur 125 km et exploité par Routalis (Egis Road Operation : 70 % et SAPN (Groupe Sanef) : 30 %).
- Atlandes, concessionnaire de l'A63 dans la traversée des Landes, 104 km et exploité par Egis Exploitation Aquitaine (groupe Egis).
- Autoroutes et tunnel du Mont-Blanc (ATMB) (A40 et N 205), 107 km (État français : 67,29 %, collectivités territoriales...).
- ATOSCA, concessionnaire de l'A69
- ALIAÉ,  société privée (Eiffage 99.9%, APRR 0.1%), concessionnaire de l'A79 exploitée par APRR[11]
- Société Française du Tunnel routier du Fréjus (SFTRF), 67 km (État français à travers Autoroute de France (ADF) : 99,94 %).
- Société Marseillaise du Tunnel Prado-Carénage (SMTPC), 2 500 m.
- CCI du Havre (Pont de Tancarville et Pont de Normandie).

## Durée des concessions autoroutières
| Nom                                     | Durée actuelle | Fin actuelle |
| --------------------------------------- | -------------- | ------------ |
| SMTPC (Tunnel Prado-Carénage)           | 39 ans         | 2033 (18/01) |
| CCI Seine Estuaire (Pont de Normandie)  | 80 ans         | 2031 (31/12) |
| Sanef                                   | 68 ans         | 2031 (31/12) |
| Escota                                  | 75 ans         | 2032 (29/02) |
| SAPN (A13)                              | 70 ans         | 2033 (31/08) |
| Cofiroute (sauf Duplex A86)             | 64 ans         | 2034 (30/06) |
| Cofiroute (Duplex A86)                  | 87 ans         | 2086 (31/12) |
| APRR                                    | 72 ans         | 2035 (30/11) |
| Leonord (Nord du périphérique lyonnais) | 20 ans         | 2035 (20/01) |
| AREA                                    | 65 ans         | 2036 (30/09) |
| ASF (sauf Tunnel du Puymorens)          | 75 ans         | 2036 (30/04) |
| ASF (Tunnel de Puymorens)               | 43 ans         | 2037 (31/12) |
| ATMB (sauf Tunnel du Mont-Blanc)        | 79 ans         | 2050 (31/12) |
| ATMB (Tunnel du Mont-Blanc)             | 91 ans         | 2050 (31/12) |
| SFTRF (sauf Tunnel du Fréjus)           | 57 ans         | 2050 (31/12) |
| SFTRF (Tunnel du Fréjus)                | 70 ans         | 2050 (31/12) |
| Atlandes (A63)                          | 40 ans         | 2051 (23/01) |
| Société Prado-Sud                       | 47 ans         | 2055         |
| Adelac (A41)                            | 55 ans         | 2060 (31/12) |
| Alicorne (A88)                          | 55 ans         | 2063 (23/08) |
| A'Liénor (A65)                          | 60 ans         | 2066 (19/12) |
| Alis (A28)                              | 66 ans         | 2067 (31/12) |
| ARCOS (A355)                            | 54 ans         | 2070 (29/01) |
| Arcour (A19)                            | 54 ans         | 2070 (31/12) |
| CEVM (Viaduc de Millau)                 | 78 ans         | 2079 (31/12) |
| ALBEA (A150)                            | 55 ans         | 2066 (29/12) |
| ALIAÉ (A79)                             | 48 ans         | 2068 (12/03) |

## Analyses et évolution des tarifs de péage
Un rapport sénatorial de 2019 met en lumière l'explosion des tarifs de péage consécutivement à la privatisation des concessions : « La hausse des tarifs des péages, c'est-à-dire des tarifs kilométriques moyens (TKM) prévue dans les contrats de concession et entérinée annuellement par arrêté, s'établit à plus de 20 % depuis 2006. Dans le même temps, l'inflation a évolué de 10,14 %. Dans un rapport de 2013, la Cour des comptes avait d'ailleurs déploré cette hausse des péages supérieure à l'inflation. ».

## Rentabilité des concessions
L'Autorité de régulation des transports (ART) publie en juillet 2023 un document sur la rentabilité des sociétés concessionnaire d'autoroutes, qui conclut que « le TRI projet de la concession est l'indicateur le plus pertinent pour évaluer la rentabilité des concessions » et que le TRI projet est en moyenne de 8 % sur la durée des concessions, légèrement supérieur au coût du capital (7 %). L'ART rappelle que les concessions sont soumises à des aléas.

## Controverse
En 2020, un rapport sénatorial pointe la faiblesse du résultat de négociations des concessions autoroutières pour l'État. Selon le sénateur UDI Vincent Delahaye, les privatisations d'autoroutes de 2006 auraient occasionné un manque à gagner de 7,8 milliards d’euros pour l'État français. Il déplore l'opacité des négociations de 2015 - dans lesquelles sont intervenus les cabinets de Ségolène Royal (alors ministre de l'Écologie) et d'Emmanuel Macron (ministre de l'Économie) - à l'issue desquelles a été signé un protocole d’accord « très favorable aux sociétés d’autoroutes ». Quinze ans après la privatisation des autoroutes organisée par le gouvernement Villepin, les chiffres montrent un « enrichissement disproportionné des groupes Vinci, Eiffage et Abertis » : Vincent Delahaye soutient que « dès 2022, les estimations montrent que Vinci Autoroutes et Eiffage auront atteint les objectifs de rentabilité qu’ils espéraient. Or, les contrats courent jusqu’en 2031 et 2036, il y a au moins dix années de trop »,,
Selon des informations du Canard enchaîné, complétées par le magazine Marianne en mars 2023, l'État connaissait la génération de surprofits par les sociétés d’autoroutes sur la durée des concessions. Ce fait est établi par le rapport confidentiel rendu en février 2021 par l’Inspection générale des Finances (IGF) et le Conseil général de l’environnement et du développement durable (CGEDD). L'État envisage la réduction de la durée de concession, solution soumise au Conseil d'État, pour que le taux de rentabilité se rapproche de l'objectif cible prévu contractuellement de 7,67 % (les estimations pour Vinci et Eiffage, Abertis sont respectivement 11,77 %, 12,49 %, 7,7%),. Bruno Le Maire,  directeur de cabinet en 2006 de Dominique de Villepin reconnaissait en 2020 une erreur commise lors des privatisations de la gestion des autoroutes qui ne remettait pas en cause leurs bien-fondées.
L'État devrait récupérer une partie des 55 milliards d'euros de « rente indue » selon le rapport de l'IGF.
L’association anticorruption Anticor dépose une plainte contre X, le 20 juin 2023, pour favoritisme envers les concessionnaires d’autoroutes sous le gouvernement Valls lors de la conclusion du Plan de relance autoroutier (PLA) en 2015. La plainte dénonce « un enrichissement exceptionnel des sociétés concessionnaires d’autoroutes pouvant exactement s’analyser comme un avantage injustifié ».

### Émissions de Radio
- Benoît Collombat, « Autoroutes : l’histoire secrète des privatisations » [audio], sur Secrets d'info, France Inter, Radio France, 30 mars 2019 (consulté le 31 mai 2023).
- Fabrice Drouelle, « Autoroutes françaises : la machine à cash » [audio], sur Affaires sensibles, France Inter, Radio France, 30 mai 2023 (consulté le 31 mai 2023).
- Dominique Seux, « Autoroutes : concession de service public ? » [audio], sur "l'éco de l'été", France Inter, Radio France, 12 août 2023 (consulté le 13 août 2023).